# Kékestető (település)
Kékestető Heves vármegyében, Gyöngyös és az ország legmagasabban elhelyezkedő városrésze a Magas-Mátrában. A Kékes hazánk egyik legjelentősebb klimatikus gyógyhelye, illetve síközpontja, jelentős turisztikai célpont. A hegyen álló tévétorony egyúttal kilátóként is funkcionál.
A településrész a Mátrán átvezető 24-es főútról a 24 134-es úton érhető el, mely a szanatórium parkolója előtt ér véget; a hegycsúcs térségéig onnan még továbbhaladva a 24 140-es úton lehet eljutni